# La virgen que forjó una patria
La virgen que forjó una patria es una película dramática mexicana de 1942, dirigida por Julio Bracho y protagonizada por Ramón Novarro. Forma parte de un grupo de películas históricas creadas bajo subvención gubernamental, luego de que México le declarase la guerra a Alemania y sus aliados a raíz del hundimiento de cuatro buques petroleros y dos barcos mexicanos por torpedos alemanes.

## Argumento
En septiembre de 1810, reunidos en la casa de Miguel Domínguez, el corregidor de Querétaro, se encuentran Miguel Hidalgo, Ignacio Allende, Ignacio Aldama, y la corregidora Josefa Ortiz de Domínguez, organizando la insurrección, la cual se precipitaría tras el descubrimiento de la conspiración. Hidalgo decide tomar como estandarte la imagen de la Virgen de Guadalupe, explicando a Allende la historia de la imagen Guadalupana y su relación con la historia propia del territorio.
El relato se traslada a 1528, la caída de México-Tenochtitlán y el proceso de Conquista, en la cual, se hace énfasis en la evangelización realizada en los territorios recién conquistados, pero también de las dificultades y desacuerdos que se tuvieron al comienzo entre conquistadores y evangelizadores, siendo la religión el aspecto que se impone como elemento unificador.
Unos años después, en 1531, en el Cerro del Tepeyac, a un indio llamado Juan Diego se le aparece la imagen de la Virgen, siendo un hecho trascendental para la historia de la nación que nacía con el Grito de Independencia.

## Producción
La película se desarrolla en tres periodos de la historia de México, la conquista de la Nueva España y la evangelización, la aparición de la Virgen a Juan Diego, y la conspiración de Querétaro y el Grito de Independencia.
Estos tres sucesos de la historia colonial, tal y como se muestran son trascendentes para la posterior historia nacional, tomando a la Virgen como punto de unificación de los distintos sectores de la población.

## Reparto
| Actores            | Personajes                |
| ------------------ | ------------------------- |
| Ramón Novarro      | Juan Diego                |
| Domingo Soler      | Fray Martín               |
| Gloria Marín       | Xochiquiáuit              |
| Julio Villarreal   | Miguel Hidalgo y Costilla |
| Paco Fuentes       | Pedro de Alonso           |
| Felipe Montoya     | Xiunel                    |
| Alberto Galán      | fray Juan de Zumárraga    |
| Ernesto Alonso     | Ignacio Allende           |
| Víctor Urruchúa    | Juan Aldama               |
| Manuel Pozos       | Bernardino                |
| Mario Gil          | Hijo de Bernardino        |
| José Morcillo      | Nuño de Guzmán            |
| Octavio Martínez   | Delgadillo                |
| Margarita Cortés   | Mujer de Juan Diego       |
| José Elías Moreno  | Capitán Ordaz             |
| Armando Velasco    | Primer familiar           |
| Humberto Rodríguez | Segundo Familiar          |
| Jesús Valero       | Carlos V                  |